# Montparnasse 19
Montparnasse 19 is een Franse dramafilm uit 1958 onder regie van Jacques Becker. Oorspronkelijk was de regie in handen van Max Ophüls, maar hij overleed tijdens de opnamen. De film is ook uitgebracht onder de titel Les Amants de Montparnasse.

## Verhaal
Amedeo Modigliani is een arme Italiaanse schilder in Parijs. Hij wordt verliefd op een meisje uit een rijke familie, maar haar ouders zijn tegen hun relatie.

## Rolverdeling
| Acteur          | Personage         |
| --------------- | ----------------- |
| Gérard Philipe  | Amedeo Modigliani |
| Lilli Palmer    | Beatrice Hastings |
| Lea Padovani    | Rosalie           |
| Lino Ventura    | Morel             |
| Gérard Séty     | Léopold Zborowski |
| Arlette Poirier | Lulu              |
| Anouk Aimée     | Jeanne Hébuterne  |
| Lila Kedrova    | Mevrouw Zborowsky |
| Marianne Oswald | Berthe Weil       |